# E. T. A. Hoffmann
Ernst Theodor Wilhelm Hoffmann, známější jako Ernst Theodor Amadeus Hoffmann či E. T. A. Hoffmann (24. ledna 1776 Königsberg – 25. června 1822 Berlín) byl německý (pruský) spisovatel, hudební skladatel, právník, karikaturista, kritik, dirigent a malíř, představitel německého romantismu.

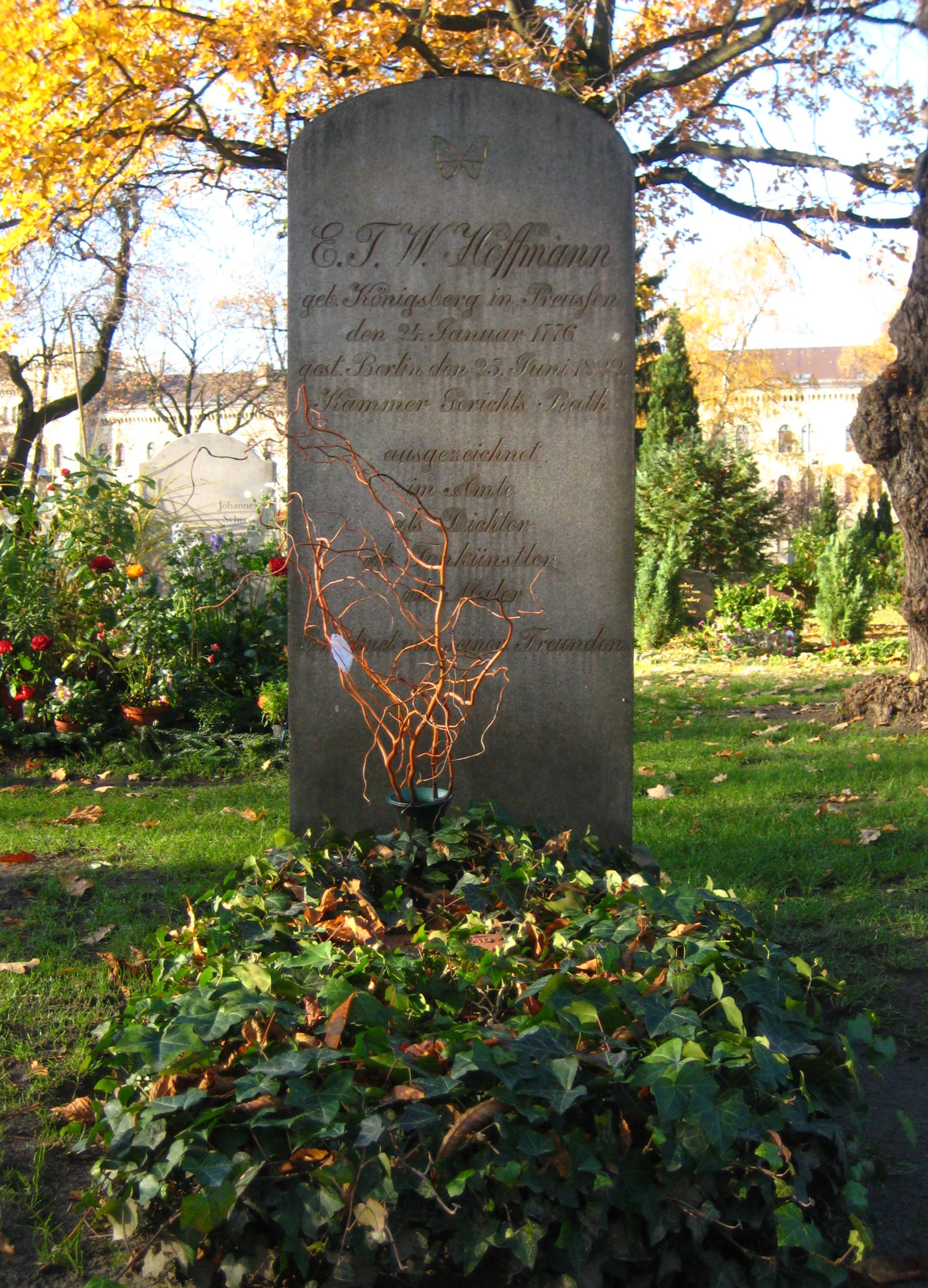
Hrob E. T. A. Hoffmanna

## Život
Hoffmann studoval na gymnáziu v rodném městě Královci (Königsbergu) v tehdejším Východním Prusku. Vystudoval právo na tamější univerzitě. Poté pracoval v několika městech jako úředník, až se usadil v oblasti dnešního Polska. Odtud byl roku 1805 vypovězen jako špión pruského krále. Po vypovězení se přestěhoval do Berlína, kde se věnoval umění. Pseudonym E. T. A. Hoffmann začal používat pravděpodobně roku 1813, přičemž uváděl, že „A“ je podle jména Amadeus a má být vyjádřením jeho obdivu k W. A. Mozartovi.
Hoffmann zemřel na následky tehdy neléčitelné syfilidy. Je pochován v Berlíně-Kreuzbergu.

## Dílo
Zasáhl do několika oblastí umění, za nejvýraznější lze považovat jeho vliv na literaturu a hudbu.

### Literární dílo
Psal romány, novely a povídky. Za nejúspěšnější lze označit jeho povídkovou tvorbu. Pro jeho prózu je typický hrůzostrašný děj a využívání satiry, také politické. Toto spojení z něj dělá jednoho z průkopníků fantasy literatury. Tímto literárním pojetím ovlivnil řadu významných spisovatelů, jako byli Edgar Allan Poe, Charles Baudelaire nebo Franz Kafka.
Některá jeho díla ilustroval Hugo Steiner-Prag.

#### Romány
- Ďáblovy elixíry (Die Elixiere des Teufels), česky vydáno i pod názvem Ďáblův elixír (překlad Hanuš Karlach, vydání 1971 a 2001)
- Životní názory kocoura Moura (Lebensansichten des Katers Murr)
- Louskáček a myší král (Nußknacker und Mausekönig), 1816; dílo se stalo známé díky baletu Louskáček P. I. Čajkovského
- Slečna ze Scuderie (Das Fräulein von Scuderie) – Zlatník vyrábí šperky a vždy, když si někdo nějaký koupí, zlatník ho zabije. Vše, co prodá, dostane tak zase zpět. Román posloužil jako námět Paulu Hindemithovi k opeře Cardillac.

#### Povídky
- Zlatý hrnec (Der goldne Topf) – novela s pohádkovým námětem, prolíná se v ní reálný a fantaskní svět, většina postav má dvojí identitu, jsou zároveň lidé i nadpřirozené bytosti a žijí tak paraleleně ve dvou světech.
- Rytíř Gluck (1809) – mysteriózní povídka, jejímž tématem je podivuhodné setkání s dávno zemřelým hudebním skladatelem.
- Mistr Blecha – Hoffmannem povídka označena za nejpodivnější z pohádek. Vyznačuje se originální výstavbou příběhu, prolínáním nadpřirozeného s přirozeným. Příběh vyprávěn cyklicky - příběh se neustále opakuje, pouze se mění postava, z jejíhož hlediska je příběh vyprávěn. Díky některým pasážím se uvažuje o budoucí inspiraci Franze Kafky.
- Don Juan – další z mysteriózních povídek, jejímž tématem je nadpřirozené setkání.
- Martin, mistr bednářský, a jeho tovaryši – formou se jedná o pohádkový, alegorický příběh. Martin, bednářský mistr, je přesvědčen, že vyslechl proroctví, které říká, že jeho dcera Rosa se musí provdat pouze za bednáře. Z tohoto důvodu se v Martinově dílně objeví tři cizí tovaryši, všichni usilující o Rosinu ruku. Povídka je příběhem o přátelství, sebeobětování, o snaze změnit svůj osud. Ze všech tří tovaryšů se vyklubou talentovaní umělci, kteří se dočasně zřekli svého nadání, ale láska k umění nakonec převáží.
- Bratrancovo okno – povídka má povahu až divadelního dialogu. Svět je sledován z perspektivy nemohoucího spisovatele, který je odkázán na lůžko a pozoruje dění pouze prostřednictvím okna vedoucího na městský trh. Spisovatel si domýšlí příběhy návštěvníků trhu, někdy lehce žertovné, mnohdy krutě kritické.
- Sbírka povídek Nachtstücke (1817, Noční kousky)
- Der Sandmann („písečný muž“, Pískař) – mladík Nathanael utrpěl v dětství trauma, neboť často musel poslouchat brutální povídky o Sandmannovi, jakémsi skřetovi, který neposlušným dětem sype do očí písek, který způsobí, že jim oči vypadnou. Sandmann pak oči sebere a krmí jimi svá mláďata. Nathanael ztotožňuje Sandmanna nejprve s advokátem Coppeliem, později s optikem jménem Giuseppe Coppola (coppa italsky znamená oční důlek). V milostném životě Nathanael váhá mezi dvěma ženami – mezi Klárou a Olympií, zároveň také mezi realitou a fantazií. Klára je jeho snoubenka, která ho má ráda, i když ho považuje trošku za blázna. Nathanael se pak zamiluje do Olympie, loutky, již vyrobil Coppelius a která umí říct jen pár stereotypních vět. Nathanael je fascinován právě její mlčenlivostí a chybějící duší. Nathanael pak Coppelia znovu uvidí a to způsobí jeho životní krizi. Coppelius Olympii zničí a Nathanael propadá záchvatům šílenství. Žije však pak přesto nějakou dobu šťastně s Klárou, dokud nevystoupí na věž, kde znovu spatří Coppelia. Po tomto třetím setkání se zešílevší Nathanael pokusí zabít Kláru, sám nakonec skokem z věže spáchá sebevraždu. Námět této povídky tvoří první dějství opery Jacquese Offenbacha Hoffmannovy povídky (Les Contes d'Hoffmann), uvedené poprvé v roce 1881 v Paříži. V libretu, které vzniklo podle divadelní hry napsané autory Michelem Carré a Julesem Paulem Barbierem, jsou uplatněny čtyři další Hoffmannovy povídky. Provedení této opery, která se celkově inspirovala Hoffmannovou osobností a dílem, patří k nejčastějším na světových jevištích. Na námět povídky Der Sandmann zkomponoval Léo Delibes hudbu pro balet Coppélia (1870) podle libreta Arthura Saint-Léona. Touto povídkou se inspirovala také opera Adolpha Adama Norimberská loutka.

### Hudební dílo
Ovlivnil i hudbu, a to především prostřednictvím svých recenzí, které ovlivnily styl psaní hudebních recenzí na poměrně dlouhou dobu. Tyto recenze v r. 1963 souborně vydal Friedrich Schnapp pod názvem E.T.A. Hoffmann: Schriften zur Musik; Nachlese.
- Undine opera 1814

### Rozhlasové adaptace
- 2014 Marie a Zdeněk Hořínkovi: Zlatý kořenáč, na motivy povídky Zlatý hrnec (Der goldne Topf), hudební improvizace Jiří Žižka, režie Karel Weinlich, hrají: Pavel Landovský, Jiří Langmajer, Jiří Samek, Jan Gross, Martina Samková, Jiří Chmelař, Věra Slunéčková, Zorka Kostková, Antonín Procházka, Kateřina Vinická, Tomáš Šolc, Pavel Kikinčuk, Martin Zahálka a Jakub Zindulka. Český rozhlas Plzeň.